# Eunomia colombina
Eunomia colombina är en fjärilsart som beskrevs av Fabricius 1793. Eunomia colombina ingår i släktet Eunomia och familjen björnspinnare. Inga underarter finns listade i Catalogue of Life.